# Templo de Kardaki

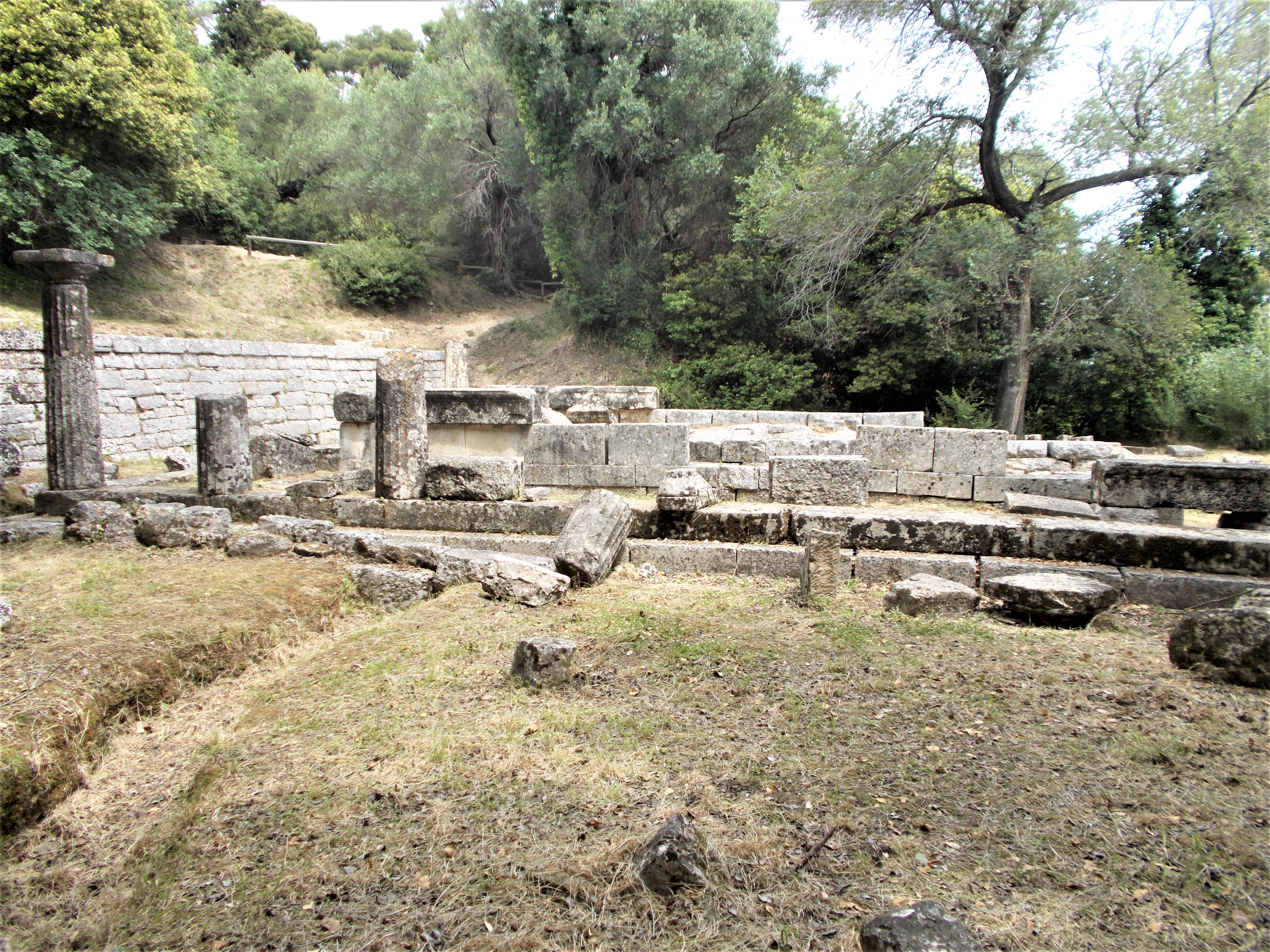
Templo de Kardaki en Corfú

El templo de Kardaki es un templo dórico arcaico de Corfú, Grecia, construido alrededor del año 500 a. C. en la antigua ciudad de Córcira, en lo que hoy se conoce como la localidad de Kardaki en la colina de Analipsi en Corfú. El templo presenta varias peculiaridades arquitectónicas que apuntan a un origen dórico. El templo de Kardaki es inusual porque no tiene friso, siguiendo quizás las tendencias arquitectónicas de los templos sicilianos. Se considera que es el único templo griego de arquitectura dórica que carece de friso. La separación de las columnas del templo se ha descrito como «anormalmente amplia». El templo también carecía de pórtico y ádyton, y la falta de un friso de triglifos y metopas puede ser un indicio de la influencia jónica. El templo de Kardaki se considera un tema importante y hasta cierto punto misterioso en el tema de la arquitectura griega antigua temprana. No se ha establecido su relación con el culto a Apolo o a Poseidón.

## Ubicación

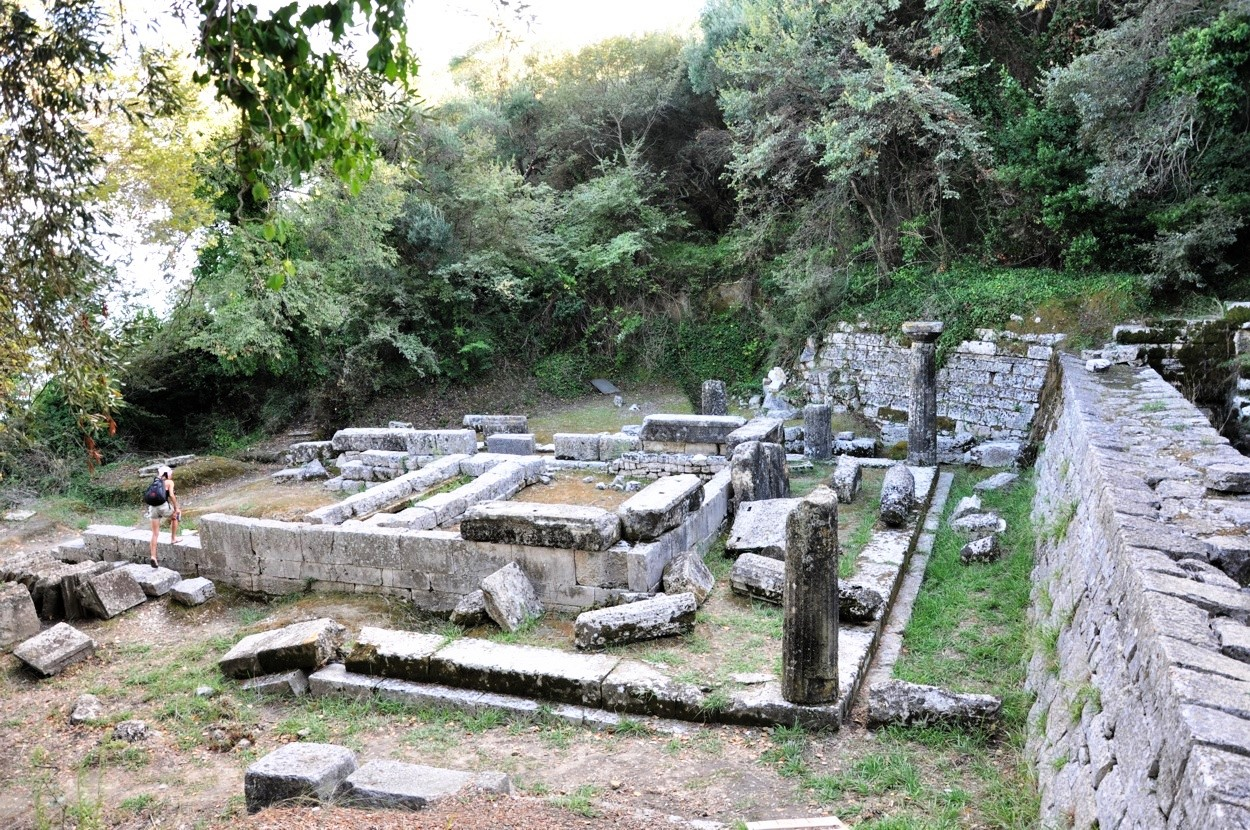
Templo de Kardaki.

El templo se encuentra en los terrenos de Mon Repos, una antigua residencia de la familia real griega construida en el emplazamiento de Palaiópolis, el lugar original de la antigua Córcira. El templo se encuentra cerca y al sureste del Hereo  que a su vez se encuentra a unos 700 m al sureste del Templo de Artemisa El lugar se conoce como Kardaki, o Cada[c]chio en italiano.

## Descubrimiento

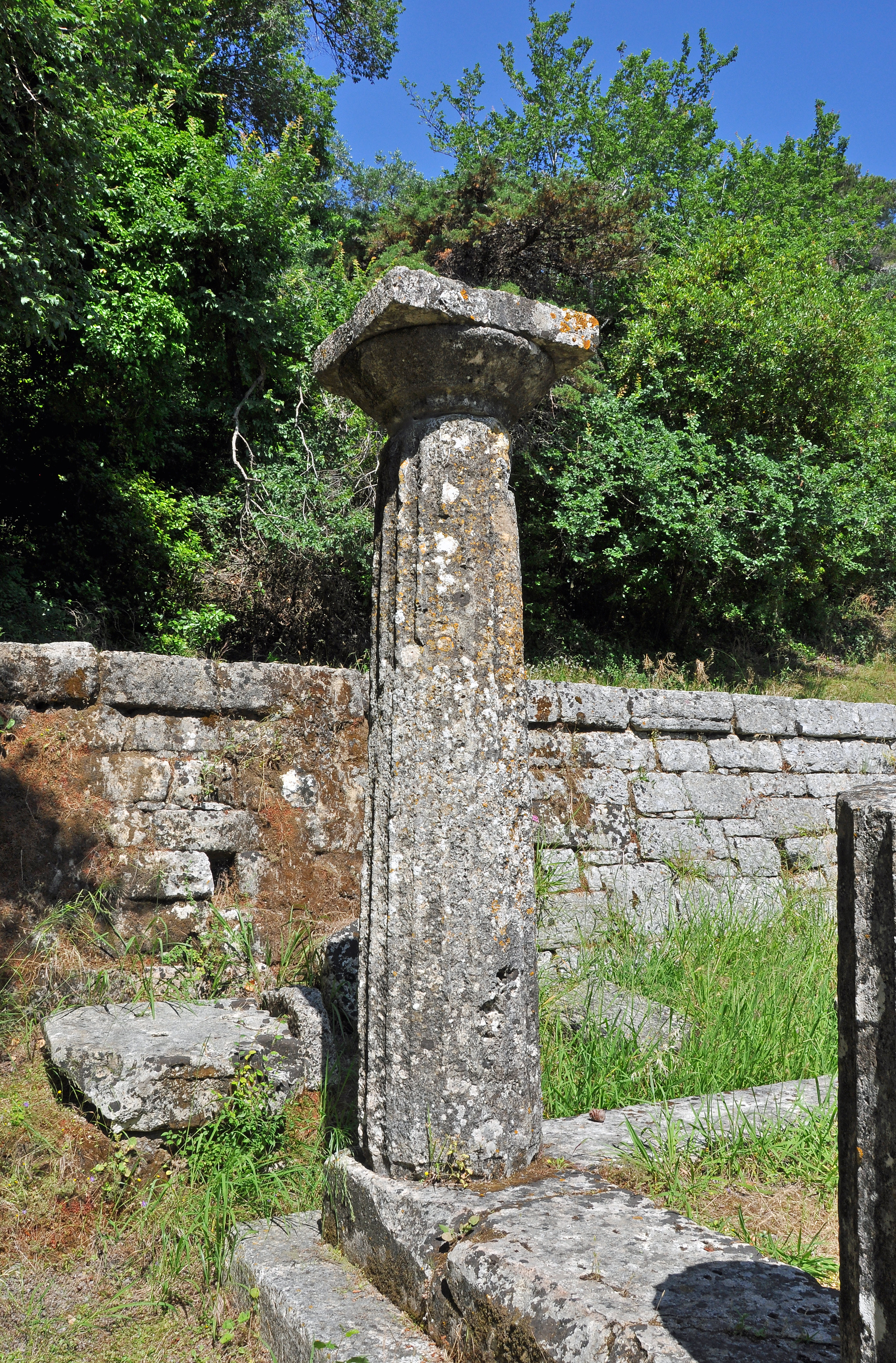
Una columna del templo de Kardaki

El templo fue descubierto accidentalmente en 1822, durante el protectorado británico, por ingenieros británicos que realizaban excavaciones para liberar el flujo del agua natural que emanaba del manantial de Kardaki. La armada británica dependía del agua del manantial para su abastecimiento y, en aquel entonces, el flujo de agua se veía obstaculizado por la acumulación de tierra alrededor del manantial. Mientras los ingenieros removían la tierra, descubrieron una columna dórica en el suelo. Posteriormente, desenterraron el resto del templo y también descubrieron cerámica con forma de cabezas y piernas femeninas. Se cree que estos objetos de terracota serían ofrendas votivas o juguetes depositados en la tumba de un niño. Tras su descubrimiento, el templo volvió a desaparecer de la vista, después de que un deslizamiento de tierra de la colina Analipsi lo cubriera de tierra.
En 1825, se volvió a excavar, y William Railton documentó el yacimiento y publicó los resultados en su artículo Antiquities of Athens and other Places in Greece, Sicily etc. El trabajo de Railton se publicó en una edición posterior de una famosa obra de Stuart y Revett. En 1830, Railton también ilustró un libro titulado The Newly Discovered Temple of Cadachio, in the Island of Corfu [El recién descubierto templo de Cadachio, en la isla de Corfú]. El límite oriental del templo se derrumbó y se deslizó hacia el mar circundante, permaneciendo sumergido durante mucho tiempo.
El templo de Kardaki se considera un tema importante y, hasta cierto punto, misterioso en la arquitectura en la Antigua Grecia.

## Estudios iniciales

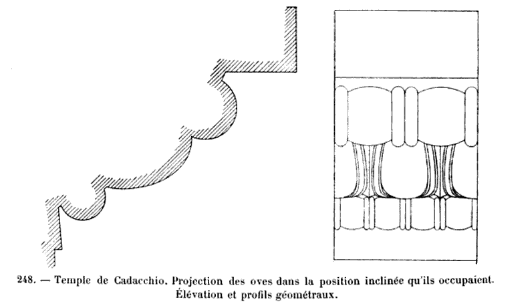
Perfil geométrico del capitel del templo de Kardaki y detalle del alzado: Proyección del óvalo del capitel desde la posición inclinada que ocupaba sobre un plano paralelo al eje longitudinal de la columna..

Durante más de 80 años después del estudio de Railton no hubo más exámenes arqueológicos del templo. En 1909, el sitio fue visitado por el arqueólogo William Bell Dinsmoor, quien posteriormente publicó sus hallazgos en un breve documento. En 1912-1914, el arqueólogo alemán Wilhelm Dörpfeld obtuvo el permiso del rey de Grecia para excavar la zona del templo.  Dörpfeld publicó sus resultados en dos breves notas sin ilustraciones en el Archäologischer Anzeiger. Franklin P. Johnson amplió los hallazgos de Dörpfeld añadiendo imágenes y más detalles, que publicó en 1936 en su artículo The Kardaki Temple «con el objetivo de que esta estructura única pueda ser mejor conocida y hacer algunas sugerencias para determinar su lugar adecuado en el campo de la arquitectura griega».

## Arquitectura

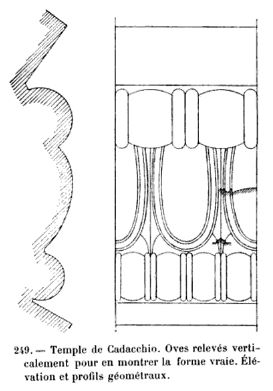
Perfil geométrico del capitel del templo de Kardaki y detalle del alzado: Proyección del óvalo del capitel sobre un plano perpendicular al radio de curvatura del óvalo, mostrando su verdadera extensión.

Según Johnson, el arquitecto del templo siguió las tradiciones arquitectónicas de Corfú y Corinto. Johnson también escribe que, al omitir el friso, el arquitecto se apartó conscientemente de las normas establecidas, y al hacerlo demostró su considerable talento.] La ausencia de friso da lugar a un entablamento más ligero que permite reducir el número de columnas de soporte, con lo que aumenta la separación de las columnas.  La separación de las columnas del templo se ha descrito como «anormalmente amplia». Las dimensiones del templo son 11,91 m por 25,5 m con 6 columnas por 12 columnas respectivamente[. No se ha establecido su asociación con el culto a Apolo o Poseidón.
La cella no incluía ni pórtico ni ádyton y la falta de friso puede ser un indicio de la influencia jónica. El pórtico también puede haber desaparecido debido a un desprendimiento. Muchas de las tejas del tejado del templo llevaban inscripciones de nombres, probablemente de magistrados principales que fueron contemporáneos a su construcción o a los periodos de renovación Los nombres de las tejas incluían: Aristomenes, Thersia y Damon[7] El estilo arquitectónico del templo es hexástilo-períptero.. La época del templo se estima entre el 500 a. C. y mediados del siglo V a. C. El templo de Kardaki es el único templo arcaico de Grecia del que se sabe que carece de epinaos, una omisión observada de forma similar en otros dos templos de Selinunte y Aso.

## Inscripción

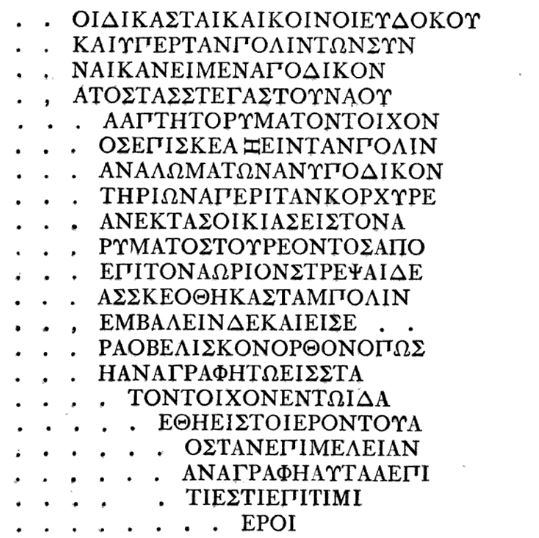
Inscripción en el templo de Kardaki.

Existe una inscripción en un museo de Verona que parece referirse al templo de Kardaki. La inscripción, en griego dórico, detalla las obras realizadas por el estado de Córicia (antigua Corfú) para el mantenimiento y la reparación del templo. También da cuenta de los costes de las obras y de los precios de materiales como el estaño, el plomo y el latón, así como de los costes de transporte, mano de obra y excavación[7]. Otros gastos fueron la adquisición de una serpiente de bronce, la construcción y erección de un obelisco y la construcción de un muro de contención por parte de un artesano llamado Metrodoro.
La inscripción proporciona la aprobación oficial de los magistrados de la república corciriana para la realización de estas obras. En la inscripción también se menciona que se retiró el tejado del templo y se indica que hubo que desviar los canales de agua para que no dañaran el muro de contención.  De estos escritos se desprende que la ubicación del templo cerca de un lugar sagrado de un manantial natural fue también la causa de los constantes problemas con los daños causados por el agua y su continua reparación. En la inscripción también se menciona el nitro, que se ha interpretado como natrón. El coronel Whitmore, descubridor del templo, había comentado que había observado en el altar restos de una sustancia que se parecía a la sosa.

## Galería

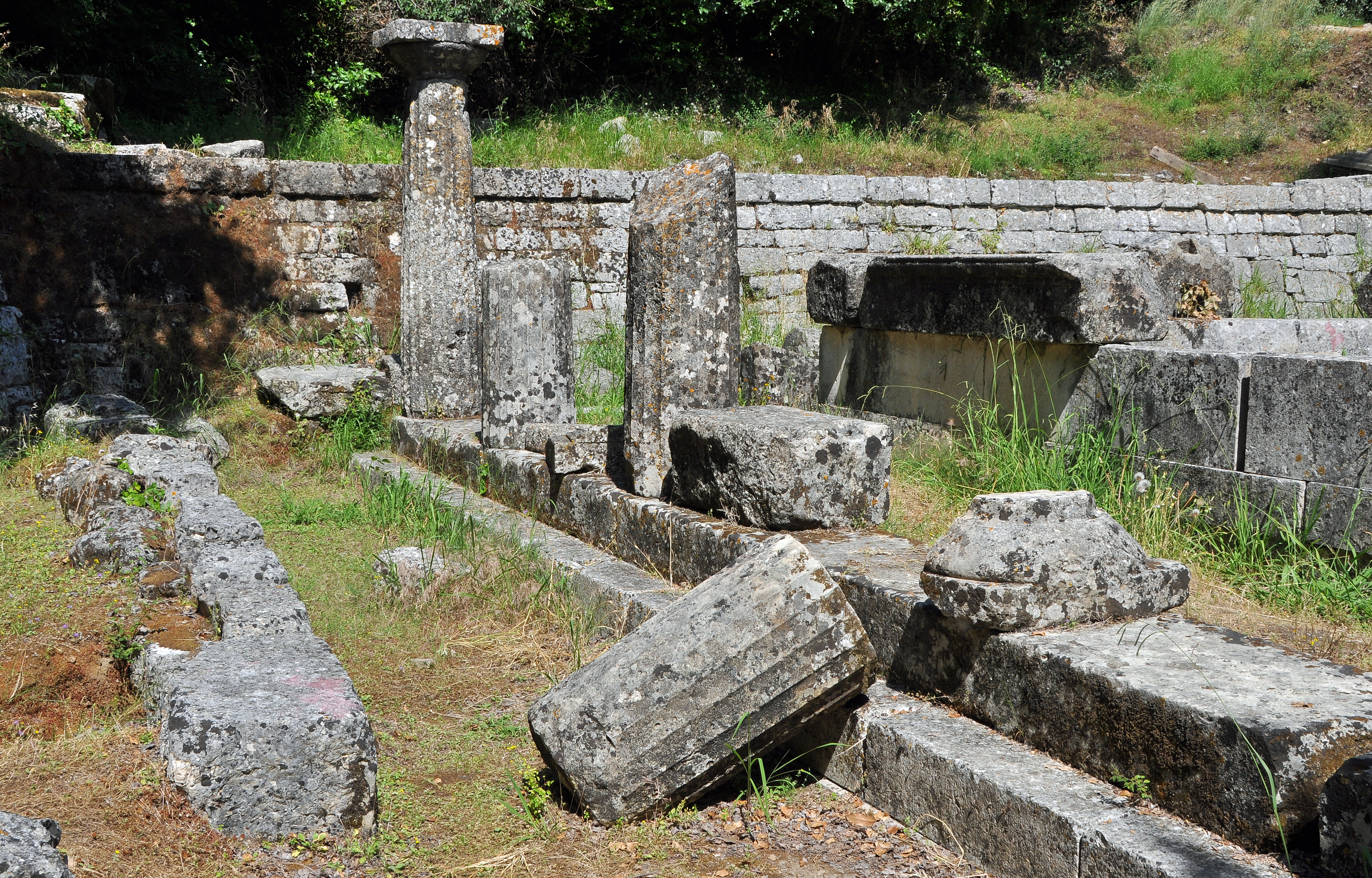
Primer plano del templo de Kardaki.